# Nagyon alacsony sűrűségű lipoprotein
A nagyon alacsony sűrűségű lipoprotein (VLDL) egy májban keletkező lipoprotein. A VLDL egyike az öt fő lipoprotein csoportnak (kilomikron, VLDL, LDL, IDL, HDL), amelyek lehetővé teszik a lipidek szállítását a keringésben. VLDL főleg triglicerideket, de jelentős mennyiségű koleszterin-észtert is tartalmaz. A vérkeringésben IDL-lé alakul át, amelynek nagy részét a máj felveszi. A keringésben fel nem vett IDL-ből LDL lesz. VLDL részecskék átmérője 30-80 nm. Míg a VLDL-ek endogén, a kilomikronok exogén termékeket szállítanak. A 2010-es évek elején mind a lipid-, mind a fehérje-összetételét nagy részletességgel leírták.

## Szerepe
Nagyon alacsony sűrűségű lipoproteinek felelősek az endogén trigliceridek, foszfolipidek, koleszterin és koleszterin-észterek szállításáért. A szervezet lipidjeinek belső szállító mechanizmusaként működik. Emellett hidrofób intercelluláris hírvivők (pl. IHH fehérje) nagy távolságú transzportját is szolgálják.

## Keringés közbeni változásai
A májból származó naszcensz VLDL apoprotein B-100-at, apoprotein C-I-et, apoprotein E-t, koleszterint, koleszterin-észtereket és triglicerideket tartalmaz. A vérben keringve kiegészül apoprotein C-II-vel és további HDL-ből származó apoprotein E-vel. Ezen a ponton a naszcensz VLDL érett VLDL-lé alakul. A VLDL keringése során kapcsolatba kerül a szövetek (zsírszövet, szív, izmok) kapillárisaiban lévő lipoprotein-lipázzal (LPL), melynek kofaktora az apoprotein C-II. A LPL eltávolítja a triglicerideket a VLDL-ből, hogy raktározásra vagy energiatermelésre kerüljenek. VLDL ismét találkozik a HDL-lel, ahol apoprotein C-II-jét visszaadja (de apoprotein E tartalma megmarad). A HDL koleszterin-észtereket is transzportál a VLDL-be, annak foszfolipidjeiért és trigliceridjeiért cserébe (koleszterin-észter-transzferprotein felelős érte). Ahogy egyre több triglicerid távozik az VLDL-ből a lipoprotein-lipáz és koleszterin-észter-transzferprotein enzimek hatására, megváltozik az összetétele, és IDL-lé alakul.
Az IDL 50%-a endocitózisra kerül a májsejtekbe, melyek az IDL-t annak apoprotein B-100 és apoprotein E tartalma révén ismeri fel. A maradék 50% elveszti apoprotein E tartalmát, és LDL-lé alakul. Az LDL-t a sejtek LDL-receptoruk révén felveszik, ahol tartalma raktározódik, sejtmembránjukba épül, vagy átalakul egyéb termékekké (pl. szteroid hormonok vagy epesavak).

## Fordítás
- Ez a szócikk részben vagy egészben  a   Very low-density lipoprotein című angol Wikipédia-szócikk fordításán alapul.  Az eredeti cikk szerkesztőit annak laptörténete sorolja fel. Ez a jelzés csupán a megfogalmazás eredetét és a szerzői jogokat jelzi, nem szolgál a cikkben szereplő információk forrásmegjelöléseként.